# Denny Smith
Dennis Alan "Denny" Smith, född 19 januari 1938 i Ontario i Oregon, är en amerikansk politiker (republikan). Han var ledamot av USA:s representanthus 1981–1991.
Smith efterträdde 1981 Al Ullman som kongressledamot och efterträddes 1991 av Michael J. Kopetski.